# Odense Boldklub sæson 2011-12
2011-12-sæsonen var OB's 13. sæson i superligaen i træk. OB slog sensationelt det græske storhold Panathinaikos ud af Champions League Kvalifikation. OB tabte dog i den sidste kvalifikationsrunde til Villareal, hvilket betød at OB måtte nøjes med Europa League gruppespillet.

## Trup
| Nr. | Navn                      | Land     | Position | Superliga | Superliga | Europa | Europa | Pokal | Pokal | Total | Total |
| Nr. | Navn                      | Land     | Position | Kampe     | Mål       | Kampe  | Mål    | Kampe | Mål   | Kampe | Mål   |
| --- | ------------------------- | -------- | -------- | --------- | --------- | ------ | ------ | ----- | ----- | ----- | ----- |
| 33  | Stefan Wessels            | Tyskland | MM       | 10        |           | 7      |        | 1     |       | 18    | 0     |
| 17  | Mads Toppel               | Danmark  | MM       | 8         |           | 2      |        |       |       | 10    | 0     |
| 5   | Anders Møller Christensen | Danmark  | forsvar  | 17        |           | 9      |        | 1     |       | 27    | 0     |
| 22  | Bernard Mendy             | Danmark  | forsvar  | 16        | 2         | 8      |        | 1     |       | 25    | 2     |
| 15  | Chris Sørensen            | Danmark  | forsvar  | 15        | 2         | 7      |        | 1     |       | 23    | 3     |
| 26  | Daniel Høegh              | Danmark  | forsvar  | 9         |           | 5      |        | 1     |       | 15    | 0     |
| 2   | Espen Ruud                | Norge    | forsvar  | 17        | 2         | 9      | 1      | 1     |       | 27    | 3     |
| 26  | Nicklas Hansen            | Danmark  | forsvar  |           |           |        |        |       |       | 0     | 0     |
| 26  | Oliver Larsen             | Danmark  | forsvar  | 1         |           |        |        |       |       | 1     | 0     |
| 26  | Kasper Larsen             | Danmark  | forsvar  |           |           |        |        |       |       | 0     | 0     |
| 26  | Tore Reginiussen          | Norge    | forsvar  | 15        | 1         | 8      | 1      |       |       | 23    | 2     |
| 26  | Timmi Johansen            | Danmark  | forsvar  |           |           |        |        |       |       | 0     | 0     |
| 4   | Hans Henrik Andreasen     | Danmark  | forsvar  | 17        | 4         | 9      | 2      | 1     |       | 27    | 6     |
| 26  | Andreas Johansson         | Danmark  | MM       | 15        | 1         | 9      | 2      | 1     |       | 25    | 3     |
| 26  | Rasmus Falk Jensen        | Danmark  | MM       | 16        | 2         | 6      | 1      | 1     |       | 23    | 4     |
| 26  | Kalilou Traoré            | Danmark  | Midtbane | 8         | 1         | 5      |        | 1     |       | 14    | 1     |
| 26  | Eric Djemba-Djemba        | Danmark  | Midtbane | 14        | 1         | 7      |        |       |       | 21    | 1     |
| 26  | Rurik Gislason            | Island   | Midtbane | 15        |           | 7      |        | 1     |       | 23    | 0     |
| 26  | Martin Lund               | Danmark  | Midtbane |           |           |        |        |       |       | 0     | 0     |
| 26  | Christian Sørensen        | Danmark  | Midtbane | 2         | 1         | 2      |        |       |       | 4     | 0     |
| 26  | Jacob Schoop              | Danmark  | Midtbane |           |           |        |        |       |       | 0     | 0     |
| 26  | Christian Bannis          | Danmark  | Midtbane |           |           |        |        |       |       | 0     | 0     |
| 26  | Peter Utaka               | Danmark  | Midtbane | 16        | 8         | 8      | 1      |       |       | 24    | 9     |
| 26  | Bashkim Kadrii            | Danmark  | Midtbane | 17        | 5         | 7      | 1      | 1     |       | 25    | 6     |
| 26  | Baye Djiby Fall           | Danmark  | Midtbane | 10        | 2         | 5      | 3      | 1     |       | 16    | 5     |
| 26  | Morten Skoubo             | Danmark  | Midtbane | 8         |           | 3      |        | 1     |       | 12    | 0     |

## Transfer

### Ind
| Dato | Pos. | Navn             | Fra              | Pris            |
| ---- | ---- | ---------------- | ---------------- | --------------- |
|      |      | Timmi Johansen   | Viborg FF        | Lejeaftale slut |
|      |      | Tore Reginiussen | Schalke 04       | Transfer        |
|      |      | Morten Skoubo    | Roda             | fri transfer    |
|      |      | Daniel Krog      | Otterup          | fri transfer    |
|      |      | Jacob Schoop     | FC Fyn           | fri transfer    |
|      |      | Djiby Fall       | Lokomotiv Moskva | Lejeaftale      |

### Ud
| Dato | Pos. | Navn             | Til           | Pris       |
| ---- | ---- | ---------------- | ------------- | ---------- |
|      |      | Emil Ousager     | AGF           |            |
|      |      | Oliver Feldballe | Kontraktudløb |            |
|      |      | Atle Roar Håland | AGF           |            |
|      |      | Andreas Winding  | Marienlyst    |            |
|      |      | Jonas Troest     | SønderjyskE   | Lejeaftale |
|      |      | Henrik Toft      | AC Horsens    | Transfer   |

## Turneringer
Tekst mangler, hjælp os med at skrive teksten

## Kampe

### Superligaen
| 16. juli 1 | OB | 2 - 0 | FC Nordsjælland | Odense                |
| 17.00      |    |       |                 | Stadion: TRE-FOR Park |

| 23. juli | FC København | 2 - 2 | OB | København       |
| 19.00    |              |       |    | Stadion: Parken |

| 30. juli | AGF | 2 - 2 | OB | Aarhus |
| 17.00    |     |       |    |        |

| 7. august | OB | 2 - 1 | Brøndby IF | Odense                |
| 18.00     |    |       |            | Stadion: TRE-FOR Park |

| 13. august | AaB | 2 - 1 | OB | Aalborg |
| 17.00      |     |       |    |         |

| 20. august | OB | 3 - 1 | Lyngby | Odense                |
| 17.00      |    |       |        | Stadion: TRE-FOR Park |

| 28. august | OB | 2 - 4 | SønderjyskE | Odense                |
| 14.00      |    |       |             | Stadion: TRE-FOR Park |

| 10. september | Silkeborg IF | 1 - 3 | OB | Silkeborg |
| 17.00         |              |       |    |           |

| 19. september | AC Horsens | 4 - 3 | OB |  |
| 19.00         |            |       |    |  |

| 25. september | OB | 1 - 4 | FC Midtjylland |  |
| 16.00         |    |       |                |  |

| 2. oktober | OB | 2 - 1 | HB Køge |  |
| 14.00      |    |       |         |  |

| 16. oktober | AGF | 0 - 0 | OB |  |
| 16.00       |     |       |    |  |

| 23. oktober | AaB | 2 - 1 | OB |  |
| 16.00       |     |       |    |  |

| 30. oktober | OB | 1 - 3 | FC København |                                       |
| 18.00       |    |       |              | Tilskuere: 8.228 Dommer: Emil Laursen |

| 6. november | OB | 0 - 0 | Brøndby IF |  |
| 18.00       |    |       |            |  |

| 19. november | AC Horsens | 0 - 1 | OB |  |
| 17.00        |            |       |    |  |

| 26. november | OB | 2 - 3 | FC Midtjylland |  |
| 17.00        |    |       |                |  |

| 5. december | SønderjyskE | 0 - 4   | OB |                                          |
| 19.00       |             | Rapport |    | Tilskuere: 2.084 Dommer: Henrik N. Kragh |

### Pokalturneringen
| 2. september 19.00 |

| FC Fredericia    | 1 - 0   | OB |
| ---------------- | ------- | -- |
| Morten Friis 35' | Rapport |    |

| Monjasa Park Tilskuere: 1.939 Dommer: Henning Jensen |

### Champions League Kvalifikation
| 27. juli 20.00 3. kvalifikationsrunde |

| OB | 1 – 1 | Panathinaikos |
| -- | ----- | ------------- |
|    |       |               |

| TRE-FOR Park |

| 2. august 20.45 |

| Panathinaikos | 3 – 4 | OB |
| ------------- | ----- | -- |
|               |       |    |

|  |

| 17. august 20.45 |

| OB | 1 – 0 | Villarreal CF |
| -- | ----- | ------------- |
|    |       |               |

| TRE-FOR Park |

| 23. august 20.45 |

| Villarreal CF | 3 – 0 | OB |
| ------------- | ----- | -- |
|               |       |    |

|  |

### Europa League
| Hold         | K | V | U | T | Mf | Mi | +/- | P  |
| ------------ | - | - | - | - | -- | -- | --- | -- |
| Twente       | 5 | 4 | 1 | 0 | 13 | 5  | +8  | 13 |
| Fulham       | 5 | 2 | 1 | 2 | 7  | 4  | +3  | 7  |
| Wisła Kraków | 5 | 2 | 0 | 3 | 6  | 12 | −6  | 6  |
| Odense       | 5 | 1 | 0 | 4 | 7  | 12 | −5  | 3  |

| 15. september 2011 21:05 |

| Wisła Kraków | 1 – 3   | Odense                                   |
| ------------ | ------- | ---------------------------------------- |
| Kirm 54'     | Rapport | Johansson 35' · Utaka 80' · Falk 90+2' · |

| Henryk Reyman Stadion, Kraków Tilskuere: 12.950 Dommer: Sascha Kever (Schweiz) |

| 29. september 2011 19:00 |

| Odense | 0 – 2   | Fulham               |
| ------ | ------- | -------------------- |
|        | Rapport | A. Johnson 36, 88' · |

| TRE-FOR Park, Odense Tilskuere: 7.969 Dommer: Maksim Layushkin (Rusland) |

| 20. oktober 2011 19:00 |

| Odense   | 1 – 4   | Twente                                               |
| -------- | ------- | ---------------------------------------------------- |
| Fall 71' | Rapport | Brama 13' · Bajrami 31' · Chadli 65' · De Jong 82' · |

| TRE-FOR Park, Odense Tilskuere: 8.036 Dommer: David Fernández Borbalán (Spanien) |

<
| 3. november 2011 21:05 |

| Twente                     | 3 – 2   | Odense         |
| -------------------------- | ------- | -------------- |
| Landzaat 35, 37' · Fer 82' | Rapport | Fall 11, 62' · |

| De Grolsch Veste, Enschede Tilskuere: 20.000 Dommer: Ovidiu Alin Hategan (Rumænien) |

| 1. december 2011 19:00 |

| Odense   | 1 – 2   | Wisła Kraków              |
| -------- | ------- | ------------------------- |
| Falk 51' | Rapport | Biton 20' · Małecki 28' · |

| TRE-FOR Park, Odense Tilskuere: 5.824 Dommer: Laurent Duhamel (Frankrig) |

| 14. december 2011 21:05 |

| Fulham | 2 – 2   | Odense |
| ------ | ------- | ------ |
|        | Rapport |        |

| Craven Cottage, London |